# Bruno Filippi

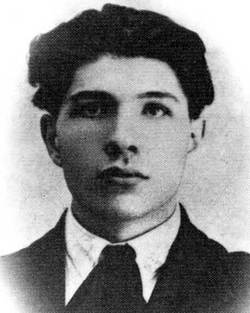
Bruno Filippi.

Bruno Filippi (Livorno, Italia, 30 de marzo de 1900-Milán, 7 de septiembre de 1919) fue un anarquista individualista italiano. Escritor y activista, colaboró en la revista individualista anarquista italiana "Iconoclasta!" junto con Renzo Novatore.

## Vida y escritos
Filippi fue el mayor de seis hermanos y su padre era tipógrafo. Su familia se trasladó a Milán cuando aún era un niño y en 1915 ya tenía problemas con la policía local. Ese mismo año, fue detenido durante una manifestación antimilitarista en donde él tenía una pistola sin balas. Durante su adolescencia conoció la filosofía de Max Stirner y así la hizo suya. 
Filippi era un colaborador habitual de la revista italiana anarquista individualista Iconoclasta!. En ella colaboró con el anarquista individualista Renzo Novatore. En 1920, los editores imprimieron un folleto con muchos de sus artículos titulado "Escritos póstumos de Bruno Filippi".
El 7 de septiembre de 1919 murió al intentar hacer explotar una bomba que estaba dirigida a las personas más ricas de la ciudad, mientras que tenían una reunión.
Renzo Novatore escribió un artículo dedicado a él llamado "En el Círculo de la Vida. En memoria de Bruno Filippi". Allí dijo que Filippi «se inmoló en un abrazo fecundo con la muerte porque él amaba la vida».